# Юдчиц, Илья Викторович
Илья Викторович Юдчиц (бел. Ілля Віктаравіч Юдчыц; род. 8 сентября 1998 года) — белорусский борец классического стиля. Чемпион Белоруссии в тяжёлом весе. Мастер спорта.

## Спортивная карьера
Илья участник первенства мира среди юниоров 2018 в Словакии и первенства мира 2019 до 23 лет в Венгрии. В 2021 стал девятым на первенстве Европы до 23 лет в Северной Македонии. В 2023 году выиграл чемпионат Белоруссии среди взрослых в тяжёлом весе (до 130 кг). В 2023 году принял участие на чемпионате мира в Сербии.

## Спортивные достижения
- 2023 Чемпионат Белоруссии — ;
- Первенство Белоруссии до 23 лет 2021 — ;
- Первенство Белоруссии среди юниоров 2018 — ;

## Личная информация
Юдчиц Илья является студентом Минского государственного областного училища олимпийского резерва.